# 白塔河 (信江)
白塔河，是中国长江流域的一条河流，汇入信江，属于信江水系。河长145千米，流域面积2838平方千米，多年平均流量99立方米每秒。自然落差982米。水能理论蕴藏量8万千瓦。